# Shigeru Saeki
 (octobre 2022).
Le contenu est difficilement compréhensible vu les erreurs de traduction, qui sont peut-être dues à l'utilisation d'un logiciel de traduction automatique.
Pour les articles homonymes, voir Saeki.
Shigeru Saeki (佐伯 繁, Saeki Shigeru, né le 24 juin 1969 dans la préfecture de Toyama) est un promoteur et dirigeant sportif japonais d'arts martiaux mixtes.
Saeki a travaillé comme photojournaliste pour différents médias sportifs et en 2001, devient président de la promotion Deep 2001. Saeki rejoint le Dream Stage Entertainment (DSE) pour promouvoir les séries du prix Bushido that started in 2003, where he held the position of public relations director,. 
Après la dissolution du DSE en 2007, Saeki continue à agir en tant que président de Deep et plus tard devient aussi le superviseur de la promotion féminine des Jewels formés en 2008. En 2011, Saeki devient l'un des copromoteurs pour la promotion amateur de la Japon Ligue MMA (JML).